# 康科德 (密歇根州)
康科德（英語：Concord）是位於美國密歇根州傑克遜縣康科德鎮區的一個村。

## 人口
根據2020年美國人口普查的數據，康科德的面積為4.19平方千米，當中陸地面積為3.87平方千米，而水域面積為0.32平方千米。當地共有人口1085人，而人口密度為每平方千米258人。